# Monastère de Privina Glava
Le monastère de Privina Glava (en serbe cyrillique : Манастир Привина Глава ; en serbe latin : Manastir Privina Glava) est un monastère orthodoxe serbe situé en Voïvodine, situé sur le territoire du village de Privina Glava, dans la municipalité de Šid. C'est un des seize monastères de la Fruška gora, dans la région de Syrmie. Il dépend de l'éparchie de Syrmie et figure sur la liste des monuments culturels d'importance exceptionnelle de la république de Serbie (identifiant no SK 1038).
Le monastère est dédié à l'archange saint Gabriel.
Selon la légende, le monastère de Privina Glava aurait été fondé par un certain Priva au XIIe siècle. En revanche, le premier témoignage historique de son existence date de 1566-1567.

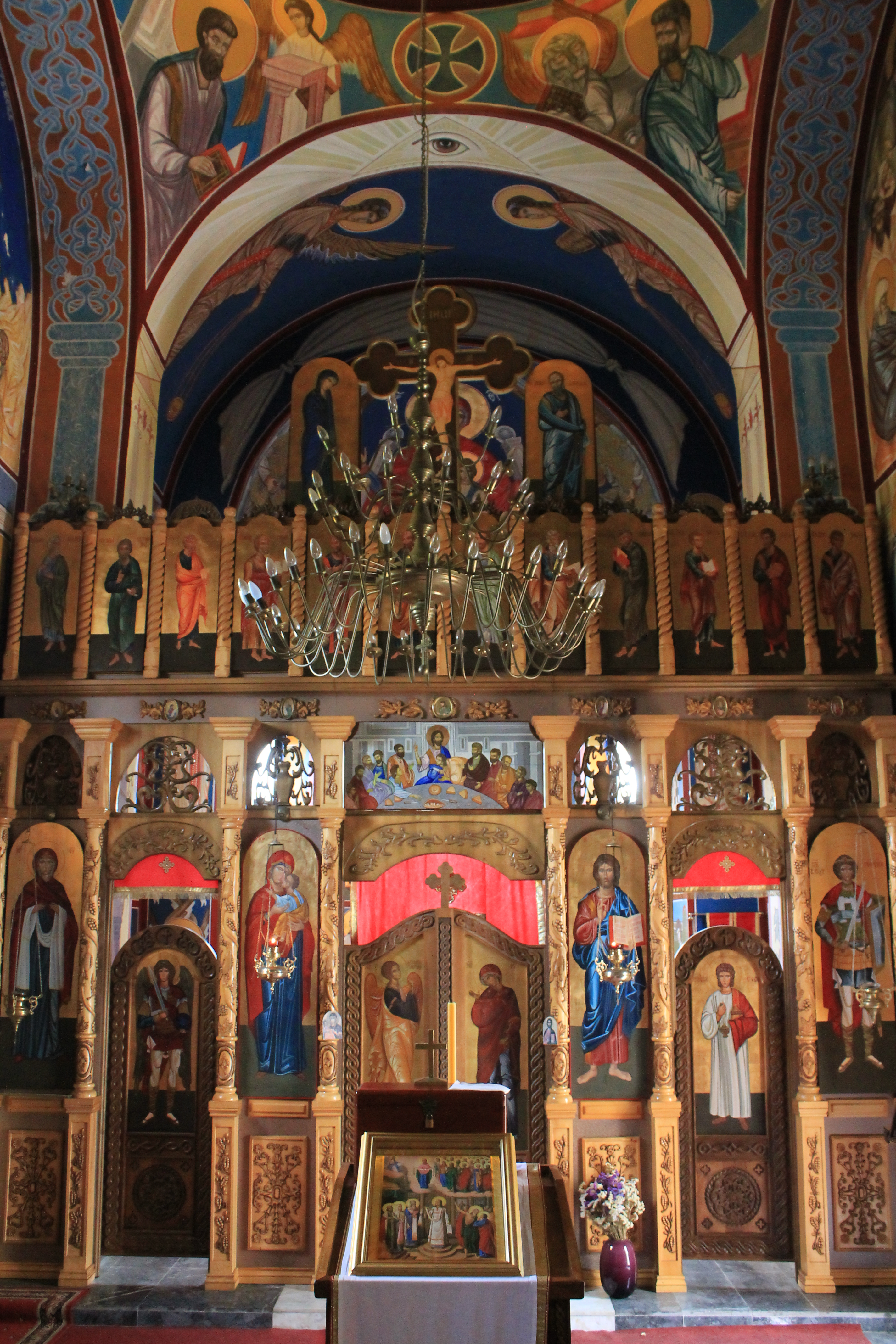
L'iconostase de l'église du Linceul-de-la-Mère-de-Dieu, peinte en 1791 par Kuzman Kolarić.